# Wes Schweitzer
Wes Schweitzer (Scottsdale, 11 settembre 1993) è un giocatore di football americano statunitense che milita nel ruolo di guardia per i New York Jets della National Football League (NFL).

## Carriera universitaria
In gioventù frequenta la Chaparral High School di Scottsdale, Arizona, dove ha modo di praticare il football americano e il wrestling. Nel 2011 rinuncia ai propri progetti di arruolarsi nella marina militare statunitense per immatricolarsi alla San Jose State University, dividendosi tra un percorso di studi in chimica e la militanza sportiva negli Spartans.
Dopo una prima annata trascorsa principalmente come seconda scelta, a partire dal 2013 viene impiegato principalmente come offensive tackle titolare di sinistra, sotto la guida tecnica del capo allenatore Ron Caragher. Nel 2015 guida da capitano gli Spartans alla vittoria del Cure Bowl annuale. Parallelamente, nel 2016 si laurea in chimica.

## Carriera professionistica
Il 24 marzo 2016 viene selezionato dagli Atlanta Falcons nel corso del sesto giro del Draft NFL 2016, come centonovantacinquesima scelta in assoluto. Trascorre la sua prima annata professionistica come riserva, senza mai scendere in campo, diventando quindi guardia destra titolare per il 2017. Debutta ufficialmente tra i professionisti il 10 settembre 2017, in occasione della gara d'esordio stagionale vinta contro i Chicago Bears (23-17). Per il 2018 è inizialmente relegato a guardia e centro di riserva a causa della prevalsa di Brandon Fusco come guardia destra; a partire dalla settimana 3 è però guardia sinistra titolare, complice l'infortunio di Andy Levitre. È nuovamente una seconda scelta nel 2019.
Il 24 marzo 2020 si trasferisce ai Washington Redskins. Acquisito inizialmente come guard di riserva, è titolare dal week 3 al week 5 come guard destra (in sostituzione dell'infortunato Brandon Scherff) e dalla settimana 7 alla settimana 16 come guardia sinistra (complici le cattive prestazioni di Wes Martin e di Sahdiiq Charles). È nuovamente riserva nel 2021, timbrando ancora una volta alcune prestazioni anche da titolare.
Il 16 marzo 2023 Schweitzer firma un contratto biennale con i New York Jets.